# Rusty Ryan
Robert Charles "Rusty" Ryan è un personaggio immaginario del film Ocean's Eleven - Fate il vostro gioco e dei suoi due seguiti, Ocean's Twelve ed Ocean's Thirteen. Egli è protagonista, insieme a Daniel Ocean (interpretato da George Clooney) in tutte e tre le pellicole, dove viene sempre interpretato da Brad Pitt.

## Storia

### Ocean's Eleven - Fate il vostro gioco
Rusty risiede a Los Angeles ed ammazza il tempo guadagnando qualche dollaro insegnando a giocare d'azzardo a dei giovani attori. Ha un debole per il cibo spazzatura. Una sera viene contattato da Danny, appena uscito dal carcere, dopo avere scontato una condanna a quattro anni, il quale gli propone di rapinare i tre casinò di Las Vegas appartenenti a Terry Benedict, un ricco e pericoloso uomo d'affari. Inizialmente scettico Rusty, ingolosito dal ricco bottino, accetta di collaborare nell'impresa, ottenendone il finanziamento da Reuben Tishkoff, un uomo d'affari loro amico, estromesso da Benedict dal suo casinò e quindi desideroso di rivalersi.
Rusty e Daniel organizzano una squadra di undici specialisti e pianificano il colpo nei minimi dettagli ma l'apparizione di Tess, la moglie di Danny che in quel momento ha una relazione con Benedict, sembra sollevare in lui il dubbio che il vero scopo del colpo sia quello di riconquistare la donna e per questo fa seguire l'amico da Linus, facendo credere a questi, dopo che la presenza di Danny nel Bellagio, a causa di un suo incontro con Tess, viene segnalata, che Daniel venga escluso dal colpo.
La sera del colpo Rusty è attivo in diverse fasi: impersona un medico, con il compito di portare via Saul Bloom, facendolo credere morto, telefona personalmente a Benedict per dettargli le condizioni e fa parte del gruppo, travestito da squadra SWAT, incaricato di prelevare il denaro dal caveau del casinò. Alcuni mesi dopo la riuscita del colpo, al termine della breve condanna subita da Daniel per violazione della libertà vigilata, accoglie l'amico appena uscito dal carcere, portando Tess con sé.

### Ocean's Twelve
Rusty, con i proventi del colpo, è divenuto proprietario di un albergo, che tuttavia non gli frutta come desidererebbe, ma, sotto la minaccia di Benedict, il quale ha scoperto la sua corresponsabilità nel furto nel suo casinò, è costretto, insieme agli altri componenti della banda, a reperire la stessa somma rubata più gli interessi.
Il gruppo si reca in Europa e Rusty e Daniel contattano Matsui, un esperto truffatore olandese, il quale propone loro alcuni colpi, ma, mentre il primo sembra riuscire, il gruppo trova la cassaforte già aperta ed, al posto del bottino, un miniregistratore dove è registrato un messaggio per Danny da parte di Night Fox, un famoso ladro, e dal quale traspare che è lui il responsabile della "soffiata" che ha portato Benedict a scoprire l'identità del gruppo; le modalità di esecuzione del colpo tuttavia sollevano l'attenzione di Isabel Lahiri, un'investigatrice dell'Europol ed antico amore di Rusty.
I due si incontrano nell'albergo di Amsterdam dove il gruppo risiede e la donna, approfittando di un attimo di distrazione di Rusty, gli ruba il cellulare, scoprendo che il colpo che la banda intende realizzare per risarcire Benedict è il furto dell'Uovo Fabergé, esposto in un museo di Roma, facendo arrestare tutto il gruppo, compresa Tess, giunta dagli Stati Uniti su richiesta di Linus per impersonare Julia Roberts, allo scopo di fare un ultimo tentativo di trafugare il prezioso oggetto.
La situazione sarà risolta dalla madre di Linus che, favorita dalla firma falsa che Isabel aveva messa sul modulo di richiesta di forze alla polizia, riuscirà a liberare tutti i membri del gruppo e Rusty rivela alla sua ex fiamma che il padre, apparentemente morto anni prima, è Gaspar LeMarc, il più famoso e stimato dei ladri, favorendo il loro incontro dopo molti anni e ricostruendo il rapporto con Isabel interrotto tre anni prima.

### Ocean's Thirteen
La banda si raduna nuovamente, a seguito del collasso che ha colpito Reuben, dopo essere stato ingannato da Willie Bank, il quale lo ha estromesso dalla società di un nuovo casinò, per vendicarlo. Il colpo da realizzare a danno del ricco uomo d'affari è molto complesso ed il gruppo dovrà ricorrere all'aiuto di Benedict per finanziarlo. Analogamente alle altre operazioni compiuta dalla banda i compiti saranno divisi tra i vari componenti e Rusty si incaricherà di corrompere Debby, una componente dello staff del casinò. Il colpo sarà realizzato e, nel frattempo, Reuben si ristabilisce, mentre Daniel e Benendict, che ha tentato di truffare la banda, si accordano per dividere le rispettive strade senza strascichi di nessun genere.